# Shigella dysenteriae
Shigella dysenteriae (лат.) — вид мелких грамотрицательных палочковидных бактерий. Является возбудителем бактериальной дизентерии.
В честь русского судебного медика и микробиолога А. В. Григорьева (1860—1916), высказавшего в 1891 году предположение о роли неподвижных кишечных палочковидных бактерий в развитии дизентерии, и японского врача и микробиолога Киёси Сига (1871—1951) (в русскоязычной литературе встречается другой вариант написания фамилии — Шига), в 1897 году впервые выделившего возбудителя дизентерии в чистой культуре, этот микроорганизм также называют бактерией или палочкой Григорьева — Шиги.

## Биологические свойства

### Морфология
Маленькая (2—3 × 0,5—0,7 мкм) неподвижная палочка с закругленными концами, не образует капсулы и споры. У некоторых видов есть тонкий капсулярный слой — гликокаликс, поэтому они имеют капсульные АГ. Некоторые имеют микрокапсулу. По методу Грама окрашивается отрицательно.

### Культуральные свойства
Хемоорганогетеротроф, факультативный анаэроб. Растёт на простых питательных средах (например МПА, МПБ), обладает более слабой способностью к сбраживанию углеводов, чем другие энтеробактерии. Сбраживает глюкозу с образованием кислоты, лактозу и галактозу не сбраживает (у S. dysenteriae нет пермеаз для транспорта галактозы и лактозы, но тест с ОНПГ положителен — скрытный сбраживатель галактозы), уреазный тест отрицателен, не декарбоксилируют лизин.

## Патология
Shigella dysenteriae патогенна для людей, является возбудителем бактериальной дизентерии. Источником является больной человек или носитель, животные не подвержены заболеванию. Механизм передачи — фекально-оральный. После попадания в кишечник осуществляет внедрение в эпителиоциты кишечника, проникает в макрофаги и вызывает их апоптоз. Продуцирует эндо- и экзотоксин. Способна размножаться внутриклеточно в макрофагах. Капсула является фактором адгезии и защиты от иммунной системы организма.